# Aaron Abel Wright
Pour les articles homonymes, voir Aaron Wright et Wright.
Aaron Abel Wright (6 juin 1840-23 février 1922) est un homme politique canadien de l'Ontario. Il est député fédéral libéral de la circonscription ontarienne de Renfrew-Sud de 1900 à 1908.

## Biographie
Né à Athens dans le comté de Leeds (en) dans le Haut-Canada, Wright étudie à l'école secondaire d'Athens et à la Toronto Normal School (en). Travaillant comme marchand, il sert comme président et directeur général de la Renfrew Electric Company.
Élu en 1900 et réélu en 1904, il ne se représente pas en 1908.